# Юрик Степан Григорович
отець-доктор Степа́н Ю́рик, також Степа́н Григо́рович Ю́рик (8 січня 1864, Миколаїв — 24 лютого 1937, Золочів) — український галицький політичний і громадський діяч, греко-католицький священик, папський шамбелян. Діяч УНДП, УНДО. У 1918—1919 рр. — делегат Української Національної Ради ЗУНР. Доктор богослов'я. Крилошанин Митрополичої консисторії УГКЦ.

## Життєпис
Народився 8 січня 1864 року в Миколаєві в сім'ї Григорія Юрика.

### Закордонні студії
В 1883—1888 роках навчався в Папській Грецькій колегії святого Атанасія в Римі (прибув на студії 13 жовтня 1883, виїхав з колегії 23 квітня 1888), де завершив річний курс філософії і чотири роки богослов'я. 19 червня 1887 року в Римі був рукоположений на священика. 1888 року разом із митрополитом Сильвестром Сембратовичем, який приїжджав на святкування ювілею 50-річчя священства Папи Льва ХІІІ, виїхав до Галичини. 12 березня 1889 року вписався на докторські студії до інституту Авґустинеум у Відні, але через різні обставини докторат завершив аж 1897 року вже безпосередньо у Віденському університеті. Тема докторської праці з богослов'я: лат. «De statu ecclesiae Graeco-Ruthenae ante Synodum Berestensem anno 1596 ejusque unione cum ecclesia Romana in hac synodo peracta» (захист 21 липня 1897 року).

### Служіння
У 1891—1902 роках виконував обов'язки префекта у Львівській семінарії, а в 1891 р. брав участь у Львівському синоді УГКЦ. У 1897—1910 роках — катехит П'ятої львівської польськомовної гімназії, а з 1901 до 1932 — член митрополичої консисторії. В 1910 році отримав призначення на парафію святого Миколая в місті Золочів і виконував це служіння аж до своєї смерті. В 1912—1937 роках був також деканом Золочівського деканату Львівської архієпархії.
На його замовлення у 1911—1913 роках український художник Модест Сосенко виконав розпис церкви св. Миколая у Золочеві, парохом якої він був. З обличчя о. Степана було намальовано образ св. Антонія Печерського в цій же церкві.
За патріотичні погляди окупаційною російською владою був засланий до Вологди (або Рибінська, Ярославської губернії) під час Першої світової війни.

### Участь в національному житті українського народу

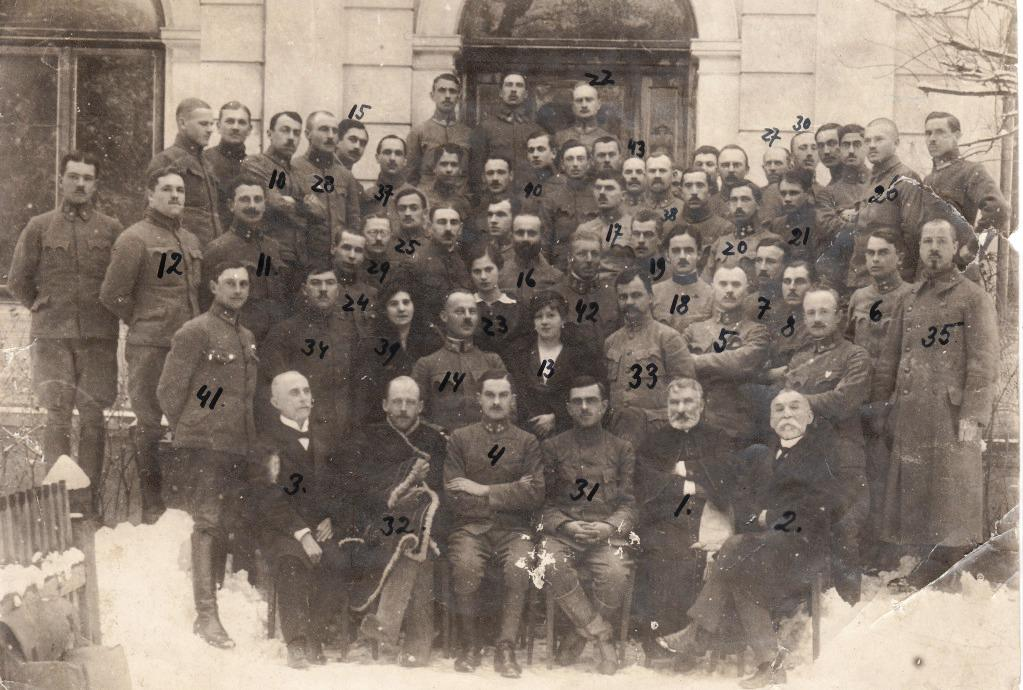
Діячі ЗУНР у Золочівському повіті, 1919. Цифрами на фото позначені: 1. о. Стефан Юрик 2. Михайло Балтарович 3. Гнат Дзерович 4. Ілля Цьокан 5. Теодор Ваньо 6. Пор. Юрій Жмур 7. Йосафат Фешур; між 6 і 8 Василь Пачовський 10. Пор. Мирон Дольницький 11. Олександр Малиновський 12. Петро Вовк 14.от. Северин Лещiй 16. сот. Мирослав Янович 18. Кравс 19. Рудольф Фірер 23. Скобельська Анна 24. Пор. Теодор Дацків 25. Білач 26. Василь Сірко 27 Михайло Павлюк 29. сот. Іван Сітницький 30. Ольшанецький 31. Олександр Шаповал 32. Микола Какурін 33. Григорій Сиротенко 42. Гребенц. Зліва від № 40 Парнас Яків

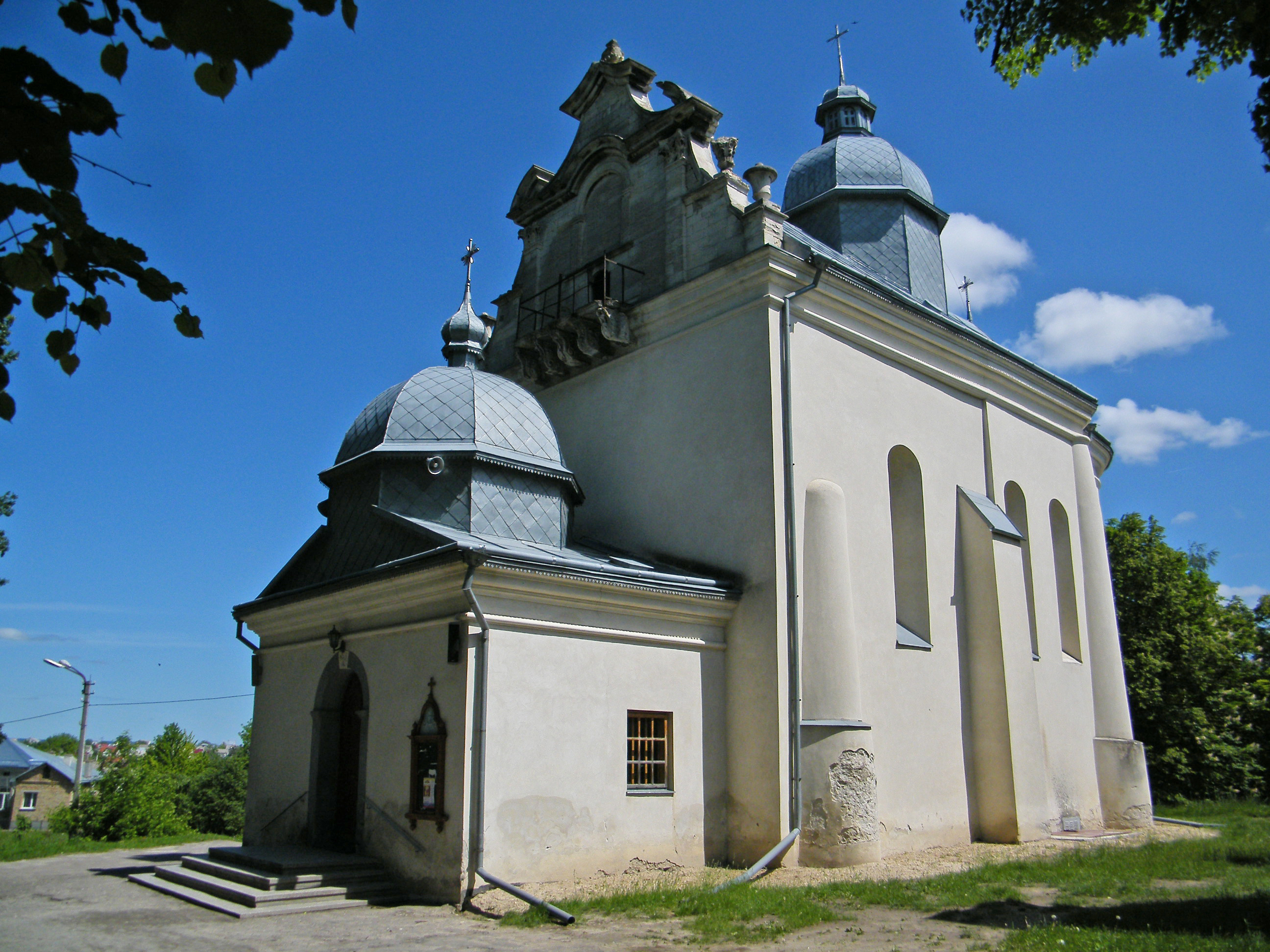
Церква святого Миколая в Золочеві, парохом якої у 1910—1937 роках був о. Степан Юрик.

У листопаді 1918 р. повітовим комісаром Золочівщини став судовий радник і адвокат доктор Михайло Балтарович. Делегатами до Української Національної Ради — тимчасового парламенту ЗУНР — від повіту були обрані члени Національно-Демократичної партії: Золочівський декан УГКЦ Степан Юрик та господар із Розважа Микола Загульський. Входив до шкільної, адміністраційної та комісії закордонних справ, також обласної земельної комісії, яка мала провести земельну реформу. Квітень 1919 р. — один з організаторів з'їзду українського католицького духовенства ЗУНР. Після відступу УГА залишився в Станіславі.
Після анексії поляками ЗУНР заарештований в березні 1920 р., перебував у Золочівській тюрмі. Входив до складу Тіснішого народного комітету УНТП, очолював золочівську повітову філію Товариства охорони військових могил.
Про приклад чіткої і безкомпромісної позиції о. Юрика стосовно польської влади в Галичині розповідає у споминах о. Іван Лебедович:
|  | О. д-р С. Юрик з польськими властями говорив тільки українською мовою, та вставлявся в обороні українських селян перед польськими напастями. Вивезений москалями в часі Першої світової війни в глибину Московії 1914—1917 рр. сидів разом з пізнішим польським воєводою в Тернополі. Коли воєвода при нагоді візитації золочівського староства відвідав о. д-ра Юрика, цей прийняв його гідно, як воєводу, у своєму помешканні, одначе через цілий час говорив тільки по-українськи. Воєвода від'їжджаючи подякував о. д-рові за гостинність, всежтаки замітив, що йому прикро, що о. Юрик не промовив до нього ніоднісінького слова по-польськи. На це воєвода одержав відповідь що це тому, що «Пан воєвода є воєводою на українській землі». |

Проживав у будинку біля церкви св. Миколая у Золочеві.
Помер 24 лютого 1937 року. Похований на кладовищі Золочева.

## Джерело
- Блажейовський Д. Історичний шематизм Львівської архієпархії (1832—1944). — Т. ІІ. — Духовенство і Релігійні Згромадження: англійською мовою. — Львів–Київ : КМ Академія, 2004. — 570 с. — ISBN 966-518-225-0. (англ.)
- Blažejovskyj D. Byzantine Kyivan rite students in Pontifical Colleges, and Seminaries, Universities and Institutes of Central and Western Europe (1576—1983). — Analecta OSBM, Sectio I. — Vol. 43. — Rome, 1984. — 366 p. (англ.)